# Орденсбург Мариенбург
Орденсбург Мариенбург (на немски: Ordensburg Marienburg) е замък, построен от Тевтонския орден в Мариенбург (Малборк), на територията на днешна Полша. Той е класически пример за средновековно укрепление и е най-големият тухлен замък в света и един от най-впечатляващите такива в Европа и е част от Световното културно наследство на ЮНЕСКО.
Строителството му започва през 1280 г. от Тевтонските рицари, германски католически орден от кръстоносци, които се опитват да създадат теокрация. Надграждането на укреплението не спира и през следващите 230 години, поради което днес съоръжението се състои на практика от 3 замъка, отделени един от друг с ровове и кули. В ниската част са се разполагали търговците, в средния замък, до който се е стигало с подвижен мост, са живеели рицарите, а в най-високата част са били сградите с религиозно предназначение и се е извършвало обучението на рицарската армия.
Орденът му дава името Мариенбург в чест на Мария, майката на Иисус. През 1466 г. по време на разделянето на Прусия на източна и западна част, замъкът и градът стават част от западна Кралска Прусия. Служи като една от няколкото полски кралски резиденции с няколко години шведска окупация. След 1772 г. замъкът отново попада под германска власт за около 200 години. След загубата на Германия през Втората световна война, земята е дадена на Полша от Съюзниците. Силно повреден, замъкът е реновиран под егидата на съвременна Полша през втората половина на XX век, както и през 2016 г. Днес замъкът служи като музей.

## История

### Начало
Замъкът е построен от Тевтонския орден след завладяването на Стара Прусия. Неговата основна цел е да укрепи техния контрол над района след потушаването на Великото пруско въстание на балтийските племена през 1274 г. Не съществуват съвременни документи, свързани с неговото изграждане, така че фазите на замъка са разработени чрез изучаване на архитектурата и административните записи на Ордена и по-късните истории. Работата е продължила до около 1300 г., под егидата на командващия Хайнрих фон Вилнове. Замъкът се намира на югоизточния бряг на река Ногат. Наречен е Мариенбург в чест на Дева Мария, покровителка на религиозния Орден. Орденът е създаден в Акра (днешен Израел). Когато последната крепост на Кръстоносните походи пада на мюсюлманските араби, Ордена премества централата си във Венеция, преди да пристигне в Прусия.
Малборк става все по-важен след завладяването на Тевтонските рицари на Данциг (Гданск) и Померания през 1308 г. Административният център на Ордена е преместен в Мариенбург от Елбинг (дн. Елбльонг). Великият магистър на Тевтонския орден Зигфрид фон Фойхтванген, който пристига в Мариенбург от Венеция, предприема следващата фаза по строителството на крепостта. През 1309 г., след папското преследване на рицарите Тамплиери и тевтонското превземане на Данциг, Фойхтванген премества щаба си в пруската част от монашеската държава на Ордена. Той избра мястото на Мариенбург, удобно разположено на Ногат в делтата на Висла. Както при повечето градове по това време, новият център е зависим от вода за транспортиране.
Замъкът е разширяван няколко пъти, за да се помещава все по-голям брой рицари и скоро се превръща в най-голямата укрепена готическа сграда в Европа с площ от около 21 хектара. Замъкът има няколко подразделения и множество пластове отбранителни стени. Състои се от три отделни замъка – Висок, Среден и Долен замък, разделени от множество сухи ровове и кули.
Благоприятното разположение на замъка на река Ногат позволява лесен достъп с баржи и търговски кораби, пристигащи от Висла и Балтийско море. По време на управлението си Тевтонските рицари събират речни такси от преминаващи кораби. Те контролират монопола върху търговията с кехлибар. Когато градът става част от Ханзейската лига, там се провеждат много от ханзейските срещи.
През лятото на 1410 г. замъкът е обсаден след поражението на Ордена от армиите на Владислав II Ягело и Витаутас Велики (Витовт) в битката при Грюнвалд. Хайнрих фон Плауен успешно ръководи защитата в Обсадата на Мариенбург (1410), по време на която градът е разрушен.
През 1456 г., по време на Тринадесетгодишната война, Орденът, изправен пред опозицията от градовете си за повишаване на данъците за плащане на откупи за разходи, свързани с войните срещу Кралство Полша, вече не може да управлява финансово. В същото време полският генерал Стибор де Пониец Остоя събра средства от Данциг за нова кампания срещу тях. Научавайки, че на бохемските наемници на Ордена не им е платено, Стибор ги убеждава да напуснат. Той ги компенсира със средства, събрани в Данциг. След напускането на наемниците, през 1457 г. в замъка влиза крал Кажимеж IV Ягелончик, а през май дава на Данциг няколко привилегии в знак на благодарност за помощта и участието на града в Тринадесетгодишната война (1454 – 66), както и за средствата, събрани за останалите наемници.

### Резиденция на полските крале
През 1466 г. както замъкът, така и градът стават част от Кралска Прусия, провинция на Кралство Полша. Той служи като една от няколкото полски кралски резиденции, изпълнявайки тази функция до подялбите на Полша през 1772 година.
По време на Тридесетгодишната война, през 1626 и 1629 г. шведските сили окупират замъка. Те нахлуват и го окупират отново от 1656 до 1660 г. по време на Шведския потоп.

### След подялбите на Полша
След като Прусия и Руската империя извършват първата подялба на Полша през 1772 г., градът става част от Западна Прусия. По това време длъжностните лица използват занемарения замък като приют за бедни и казарма за Пруската армия.
С надигането на Адолф Хитлер на власт в началото на 30-те години нацистите използват замъка като дестинация за ежегодно поклонение както на Хитлеровата младеж, така и на Съюза на немските момичета. Тевтонският замък в Мариенбург е бил план за замъка на Ордена на Третия райх, построен под управлението на Хитлер. През 1945 г. по време на Втората световна война в района, повече от половината замък е разрушен.

## Погребения в мавзолея под Параклиса на св. Анна
- Дитрих фон Алтенбург
- Хейнрих Дуземер
- Винрих фон Книпроде
- Конрад фон Юнгинген
- Михаел Кюхмайстер фон Щернберг
- Конрад фон Ерлихсхаузен